# Francisco Coloma Gallegos
Francisco de Paula Coloma Gallegos y Pérez (San Esteban de Pravia, Astúries, 26 d'abril de 1912 - Sevilla, 28 de setembre de 1993) va ser un militar espanyol que va ocupar càrrecs importants durant la Dictadura franquista.

## Biografia

### Carrera militar
En 1930 ingressa en l'Acadèmia General Militar de Saragossa, per posteriorment passar per l'Acadèmia d'Infanteria de Toledo, on va ser promogut a tinent en 1934 i destinat a Jaca. S'incorpora al Primer Terç de la Legió Espanyola amb guarnició a Melilla. En iniciar-se la Guerra Civil espanyola es trasllada a la Península amb la seva bandera, combatent en el front de Toledo. Ferit en quatre ocasions, rep la Medalla Militar Individual al front d'Astúries.

### Franquisme
En acabar la contesa torna al Protectorat espanyol al Marroc per a, posteriorment i amb el grau de comandant, ingressar com a alumne en l'Escola d'Estat Major, i en acabar els seus estudis és destinat a la caserna general de la 101a Divisió, a Melilla. Des d'agost de 1959 fins a gener de 1961 va ser Coronel al comandament del Terç Don Juan de Áustria de la Legió, de guarnició en el Sàhara Espanyol. Va ser Ministre de l'Exèrcit des de l'11 de juny de 1973 fins al 12 de desembre de 1975. Durant el seu ministeri va encarregar una recerca militar secreta i extraoficial per aclarir el magnicidi de Carrero Blanco, denominada "Operació Cantàbria".
Vidu d'Esperanza Gómez López, té sis fills i es va casar, en segones noces a Santiago de Compostel·la el 3 de gener de 1976, amb Mercedes de Picón y Agero, marquesa de Seoane, sent Capità General de la I Regió Militar (Madrid) També fou germà del tinent general Julio Coloma Gallegos, que va ser Capità General de la II Regió Militar. Entre 1976 i 1978 fou Capità General de la IV Regió Militar.